# Laurits Albert Winstrup

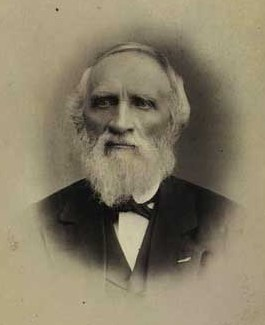
Laurits Albert Winstrup

Laurits Albert Winstrup (* 28. Januar 1815 in Kopenhagen; † 4. April 1889 in Kolding) war ein dänischer Architekt und königlicher Bauinspektor, der während der Übergangsphase vom Klassizismus zum Historismus überwiegend im Herzogtum Schleswig und Jütland tätig war.

## Leben

### Ausbildung
Winstrup war Sohn des Handelsbevollmächtigten Christian Winstrup († 1823) und Magdalena Kristine geb. Meyer (1794–1848). Schon früh hatte L.A. Winstrup Spaß am Zeichnen, so dass er bereits in seiner Kindheit Zeichenunterricht erhielt. Nach seiner Konfirmation begann er eine Lehre als Maler und bekam zur gleichen Zeit Zugang zu den Schulen der Königlich Dänischen Kunstakademie, um sich dort unter Christian Frederik Hansen zum Baumeister ausbilden zu lassen. Privat stellte er Entwürfe her für den Architekten Hans Christian Hansen und nach dessen Fortziehen für Gustav Friedrich von Hetsch. Außerdem arbeitete Winstrup in den 1830er Jahren als Zeichenlehrer an der Efterslægtselskabets Skole. 1836 wurde er mit der kleinen C.F.-Hansen-Silbermedaille und im darauffolgenden mit der großen (für ein Zollgebäude) ausgezeichnet. Mit privater Unterstützung unternahm er im selben Jahr eine Reise nach Deutschland – zusammen mit Theophil von Hansen, der weiter nach Griechenland zog. Nach ein paar vergeblichen Versuchen gewann er 1814 die kleinen und 1845 die große Goldmedaille im Wettbewerb für ein vorbildlich eingerichtetes Theater. Kurz zuvor gewann er die Neuhausische Prämie für eine Eisengießerei.

### Reisen und Ernennung zum Stadtbaumeister
Nachdem Winstrup seine akademische Laufbahn beendet hatte, unternahm er mit Unterstützung des Reiersenske Fond erneut eine kurze Reise nach Deutschland. Als Lehrer unterrichtete er an der 1. und 2. Bauschule der Königlich Dänischen Akademie, als Bauleiter arbeitete er für Hetsch an der Errichtung des Herrenhauses Basnæs mit. 1846 konzipierte er Entwürfe zum Umbau und Erweiterung der Dómkirkja in Reykjavík. Vom 1. Januar 1847 erhielt er von der Königlich Dänischen Kunstakademie ein Reisestipendium, welches ihn nach Italien, Griechenland, Kleinasien, Frankreich und England führte. Im fünften Jahr gab er sein Stipendium zugunsten eines Posten als Stadtbaumeister in Flensburg auf. Die Ernennung erreichte ihn während eines Aufenthaltes auf der Londoner Industrieausstellung 1851.
In seiner Zeit in Flensburg wurde Winstrup am 6. Januar 1854 zum Ritter des Dannebrogordens ernannt und war einer der ersten Künstler, die die Königlich Dänische Kunstakademie als Mitglied aufnahm, nachdem am 5. Juli 1858 neue Statuten eingeführt wurden. Am 26. November heiratete er Johanne Andrea Fischer (* 1819), Tochter des Forstrates und Oberförster Henrik Georg Frederik Fischer (1781–1829) und Meta (Mette) Elisabeth f. Pedersen († 1857). In Flensburg entwarf er eine Reihe von Gebäuden und Bauplänen, darunter das Ständehaus und das Versammlungshaus des oberen Berufungsgerichtes sowie die Lateinschule dort (Vgl. Altes Gymnasium (Flensburg)) und in Haderslev. Sein wohl bedeutsamstes Haus das heute noch in Flensburg steht, ist das Lutherhaus (ursprünglich: Hargens Haus beziehungsweise Hargens hus) am Lutherpark (Flensburg). Gleichzeitig zu seiner Bautätigkeit übernahm er für das Finanzministerium die Aufsicht beim Glücksburger Wasserschloss, kümmerte sich um die Gebäude des Zoll- und Jagdwesens in Schleswig und arbeitete ab 1853 als Kirchenkonservator.

### Königlicher Bauinspektor
1860 wurde Winstrup zum königlichen Baumeister für Schleswig und Nordjütland ernannt, mit Unterkunft in Kolding. Nach dem Deutsch-Dänischen Krieg 1864 reduzierte sich mit dem Verlust Südjütlands sein Arbeitsumfeld erheblich. 1862 wurde er zum Professor ernannt, 1869 zum Justizrat, 1855 zum Dannebrogsmand und 1886 zum Ehrenmitglied der Königlich Dänischen Kunstakademie.
In Kolding stand Winstrup hinter einer Reihe von größeren Arbeiten, darunter unter anderem das Koldinger Rathaus, das Arresthaus, die Dalbyer Kirche und Umbauten an der Sønder Stenderup Kirke und der Sankt Nikolaj Kirke. Darüber hinaus entwarf er das Zollamt in Aarhus und Marstal, die Rathäuser in Ærøskøbing und Varde, ein Hospital in Vejle samt Umbauten am Franziskaner-Hospital und an der Franziskaner-Klosterkirke in Odense.
Winstrup starb während seiner Amtszeit in Kolding am 4. April 1889. Ein Jahr nach seinem Tod veranlasste sein Enkel eine Schenkung seiner hinterlassenen Entwurfspläne an die Bibliothek der Kunstakademie.

## Werke

### In Flensburg

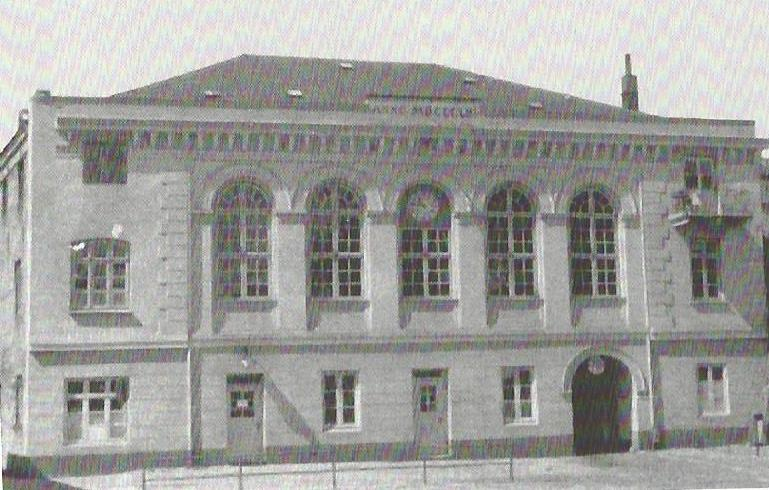
Ständehaus (1853–1860) am Holm in Flensburg

- Stadtplanung unter anderem für die Rathausstraße (1853) (vgl. Thingplatz (Flensburg))
- Spritzenhaus bei der Johanniskirche (Abriss 1851)
- Hargens hus, heute das Lutherhaus am Südergraben 59 (1852)
- Umbau eines Stadthauses in der Großen Straße 48 (1852)
- Ständehaus am Holm (1853–1860, zwischenzeitlich abgerissen)
- Regierungs- und Gerichtsgebäude, Museum für Nordische Altertümer (1861–1863 eingerichtet); (zwischenzeitlich wurde der Gebäudekomplex zu dem auch das Ständehaus gehörte abgerissen, heute steht dort ein Kaufhaus)
- Dansk borgerskole am Nordergraben (1854–1855)
- Haus am Holm 10, heute Nospa-Filiale (1855)
- Villa Lauth in der Reepschlägerbahn 34 (1855)
- Umbau und Erweiterung der Latein- und Realschule in der Roten Straße (1857–1860)
- Schulfiliale in der Roten Straße (1858, ab 1864 Katholische Schule, zwischenzeitlich abgerissen)
- Erstes Armenhaus des Munketoftstifts (1858)

Gebäude Laurits Albert Winstrups in Flensburg in unserer Zeit
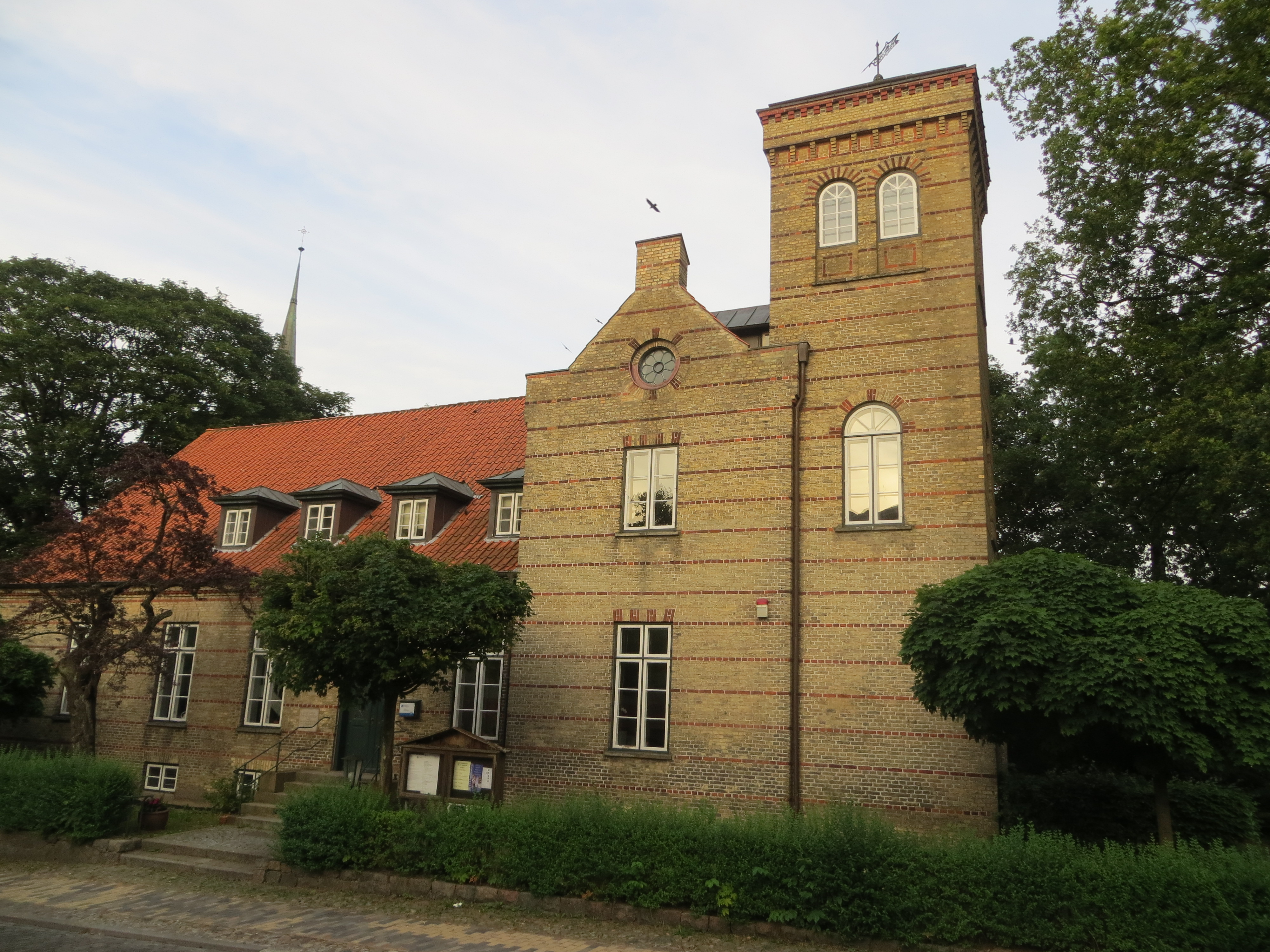
Das Lutherhaus am Lutherpark
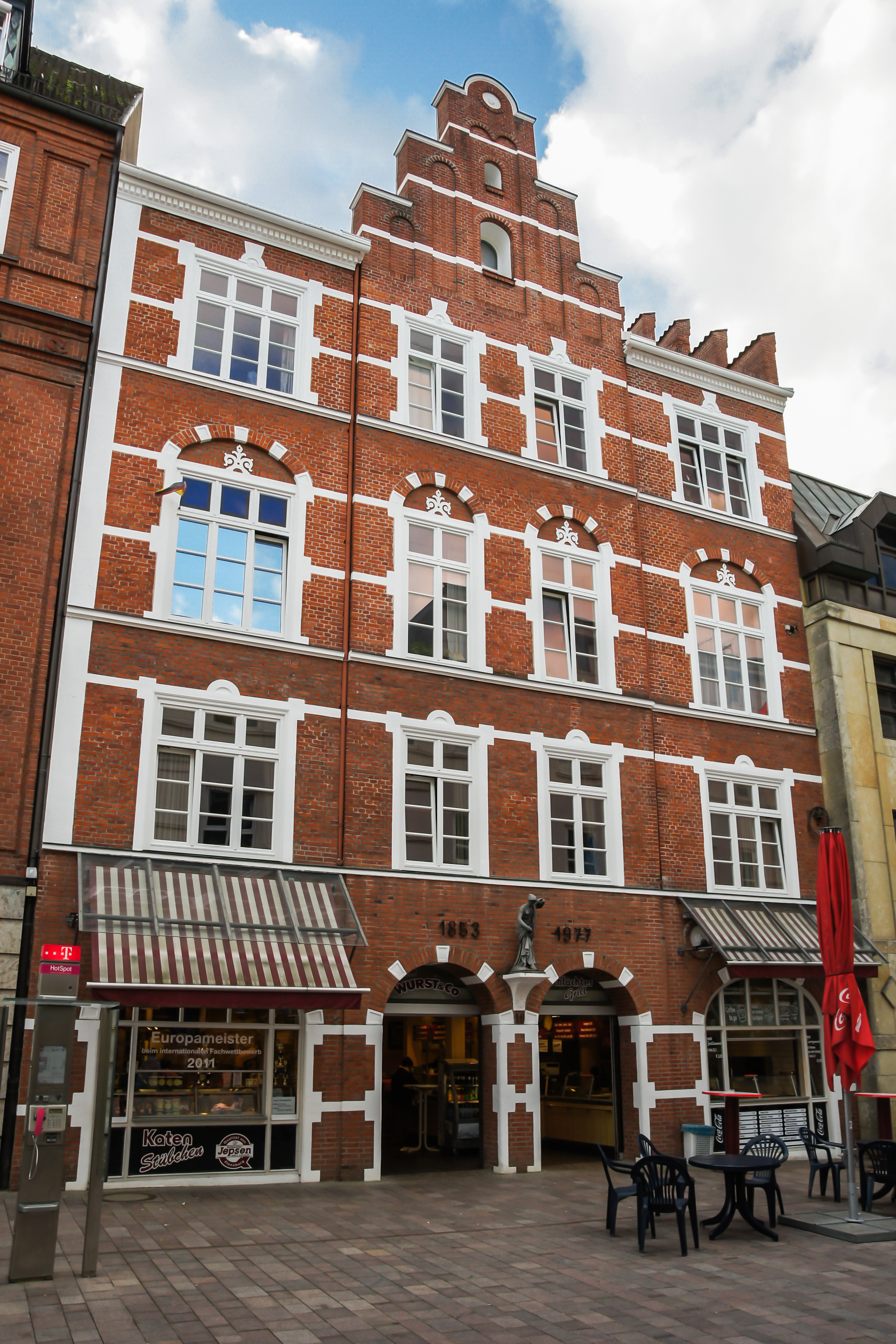
Haus Holm Nummer 10
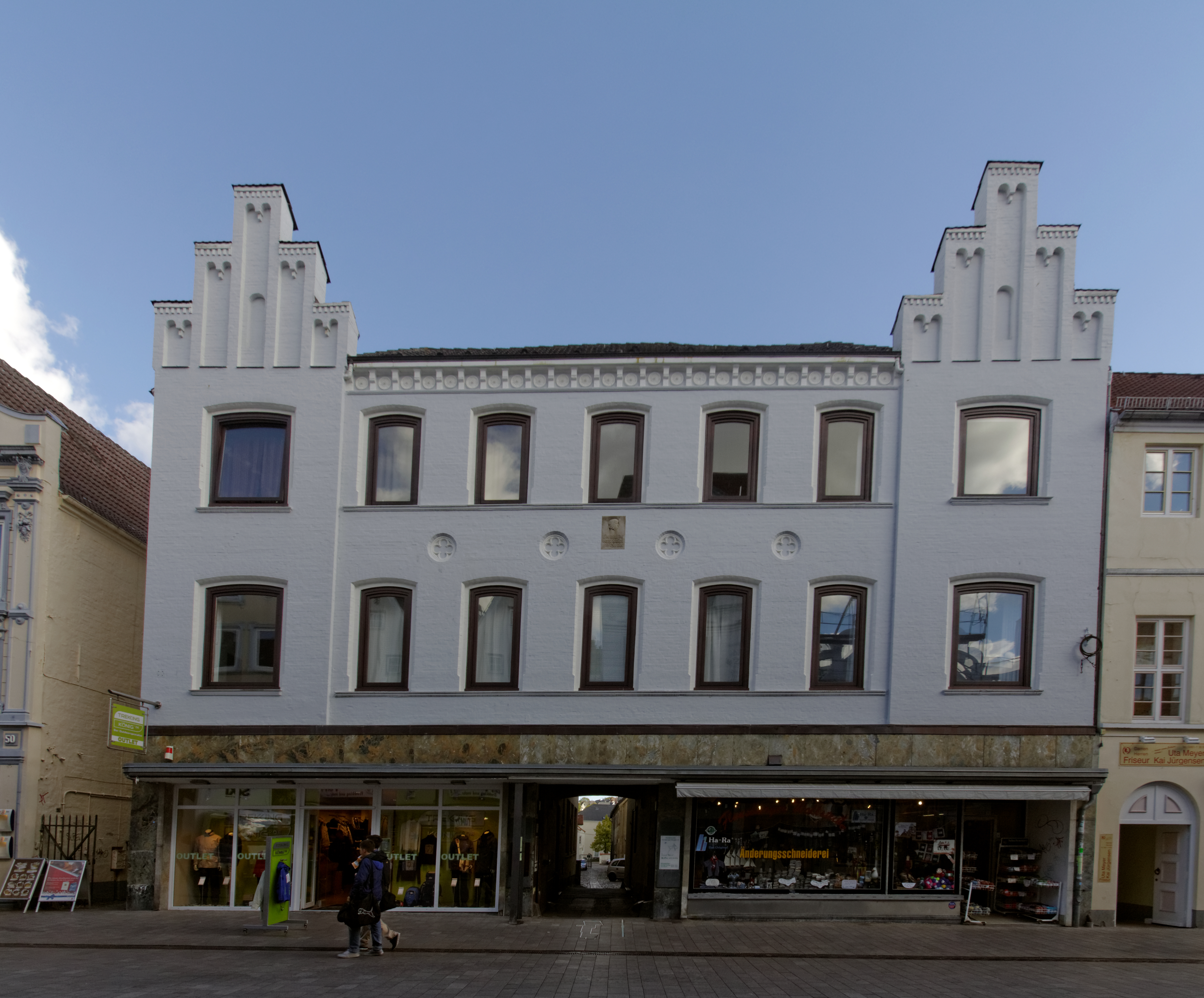
Das Stadthaus Große Straße 48 in dem 1658 der Große Kurfürst Friedrich Wilhelm von Brandenburg nächtigte

### Andernorts

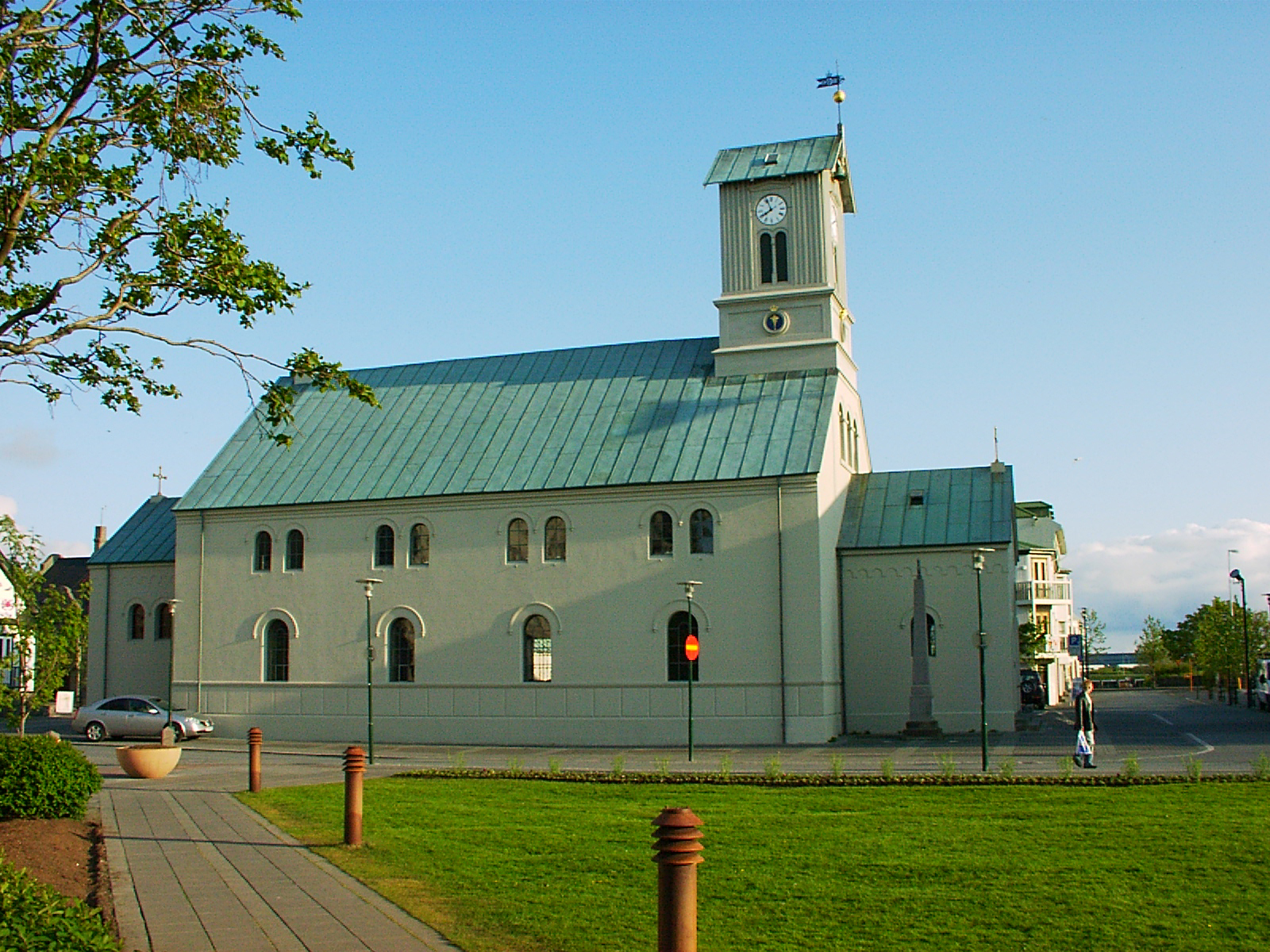
Dómkirkja in Reykjavík

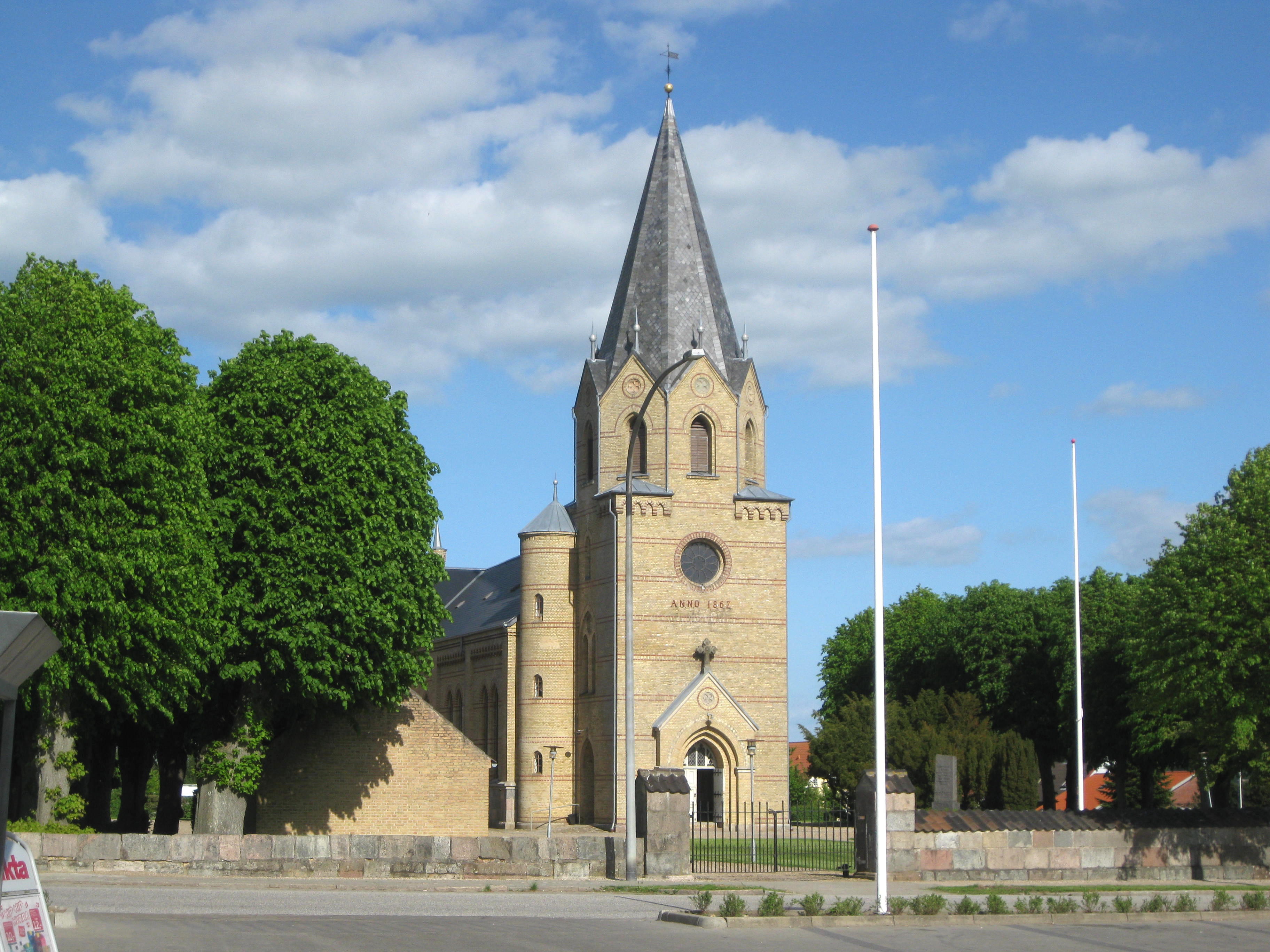
Tyrstrup Kirke

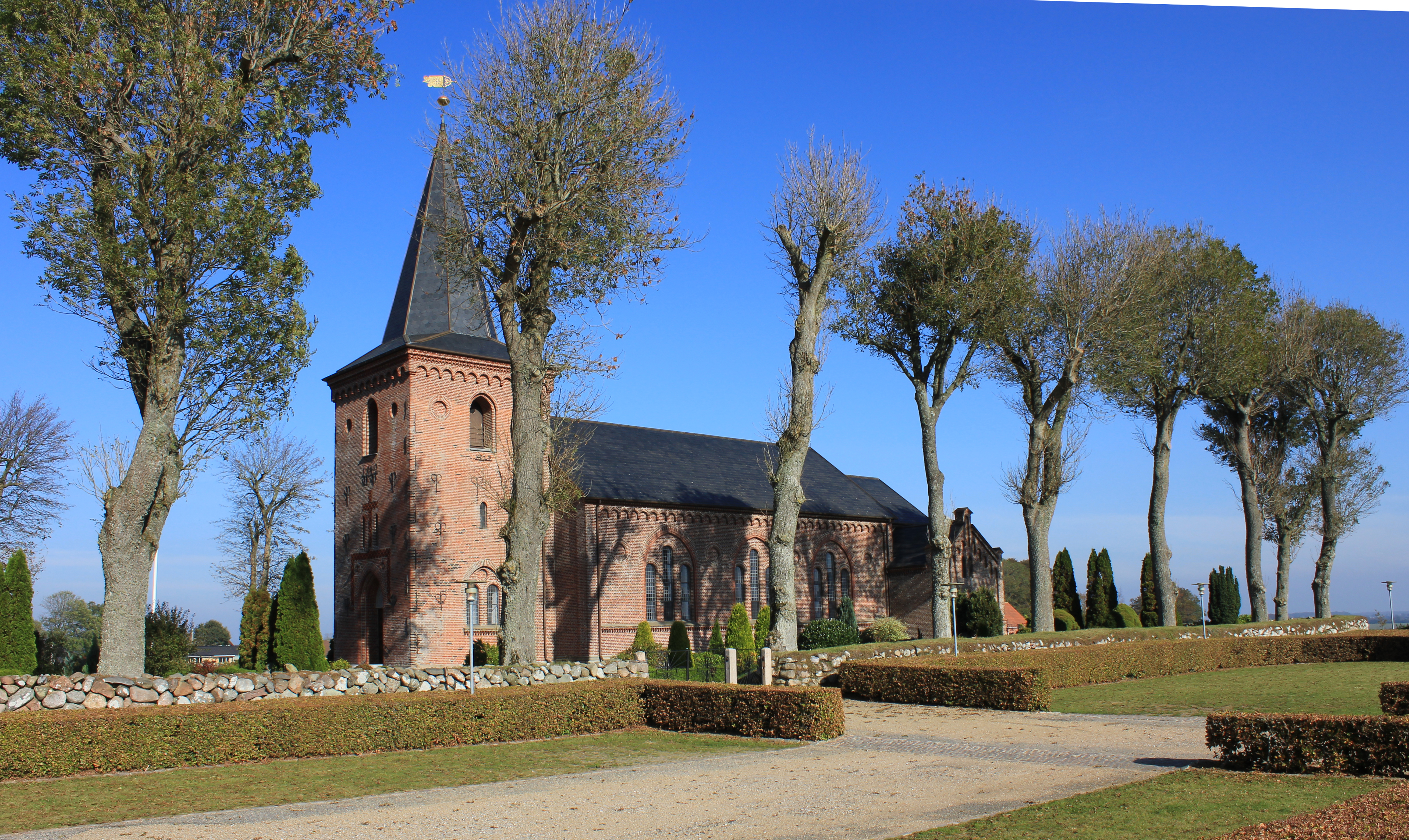
Dalby Kirke

- Dómkirkja in Reykjavík (Umbau und Erweiterung 1847–1848)
- Haderslev Latinskole in der Gåskærgade 28 in Haderslev (1853–1854, Westflügel 1904, Ostflügel 1924, Abriss 1968)
- Zollgebäude in Hadersleben (um 1853)
- Zollamt an der Skibbroen 20–22 in Aabenraa (1853–1854)
- Hauptgebäude des Herrenhauses Juellinge (ehem. Valdbygaard) auf Stevns (1853–55, erweitert 1884)
- Jels Kirke in Jels (1854)
- Hauptgebäude auf Brorupgård (1856)
- Hauptgebäude auf dem Hof Lungholm bei Rødby (1856–1857)
- Ødis Kirke in Ødis (1856–1857)
- Sommersted Kirke in Sommersted (1857–1858)
- Querhaus auf dem Hof Søgårdlejren in Kliplev (1858–1860, Abriss 1938)
- Wohnhaus,
Bjolderup Præstegård (1859)
- Umbau der Güntheroths Stiftelse in der Nygade in Aabenraa (1860)
- Gram Hospital in Gram (1860, später erweitert)
- Sankt Jørgens Hospital in der Kirke Allé in Sønderborg (1860)
- Villa und Laube, heute das Ribe Kunstmuseum in Ribe (1860–1864)
- Badeanstalt in Wyk auf Föhr (1861–1863)
- Tyrstrup Kirke in Tyrstrup (1862)
- Rathaus in Ærøskøbing (1863, Umbau 1942)
- Rathaus in Varde (1872, Umzug 1954)
- Vejle Hospital am Nørretorv in Vejle (1872, zwischenzeitlich abgerissen)
- Dalby Kirke in Dalby (1872–1873, Turm von 1929)
- Rathaus in Kolding (1873–1875, Umbau durch Ernst Petersen 1923–1924)
- Filskov Kirke in Filskov (1877, Umbau und Turm von 1929)
- Blåhøj Kirke
(1877)
- Löwenapotheke (Løveapoteket) am Marktplatz (Torvet) von Kolding (1877)
- Kapelle in Varde (1881, erweitert 1908)
- Postgebäude in der Vendersgade in Fredericia (1883, Anbau von 1908)
- Obbekær Kirke in Obbekær (1885)
- Diskontokasse in der Jernbanegade in Kolding (1885)
- Zollamt in Marstall auf Ærø (1886)
- Jelling Seminarium in Jelling (1889, zwischenzeitlich erweitert)

## Galleri

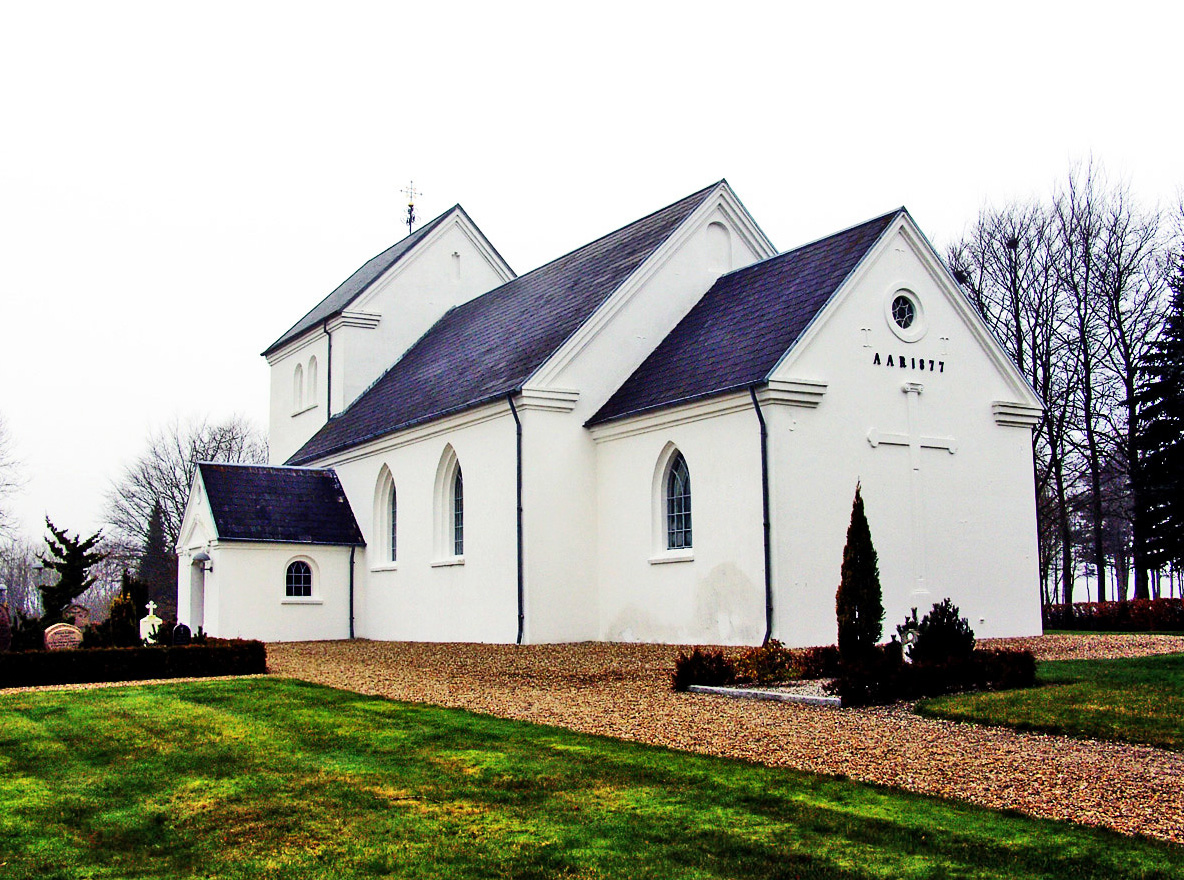
Blåhøj Kirke
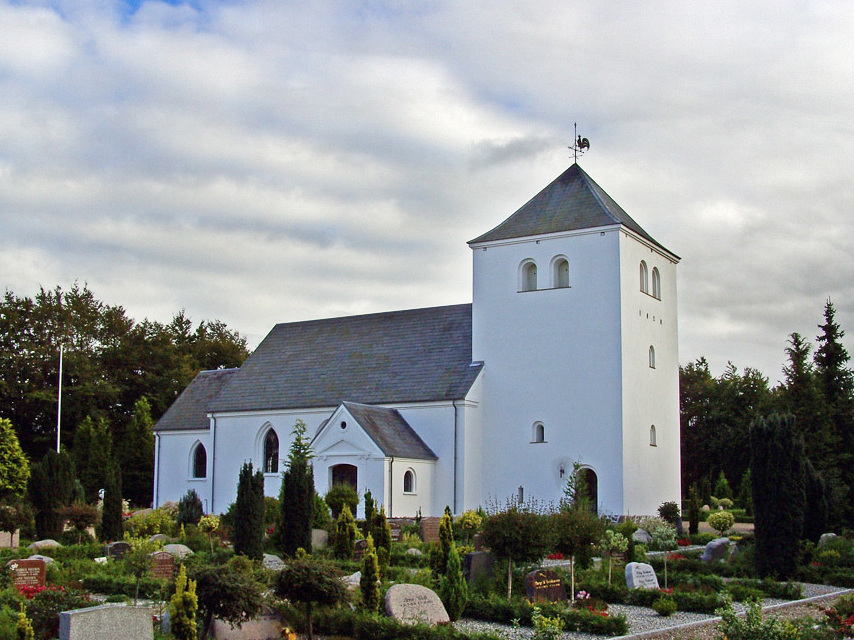
Filskov Kirke
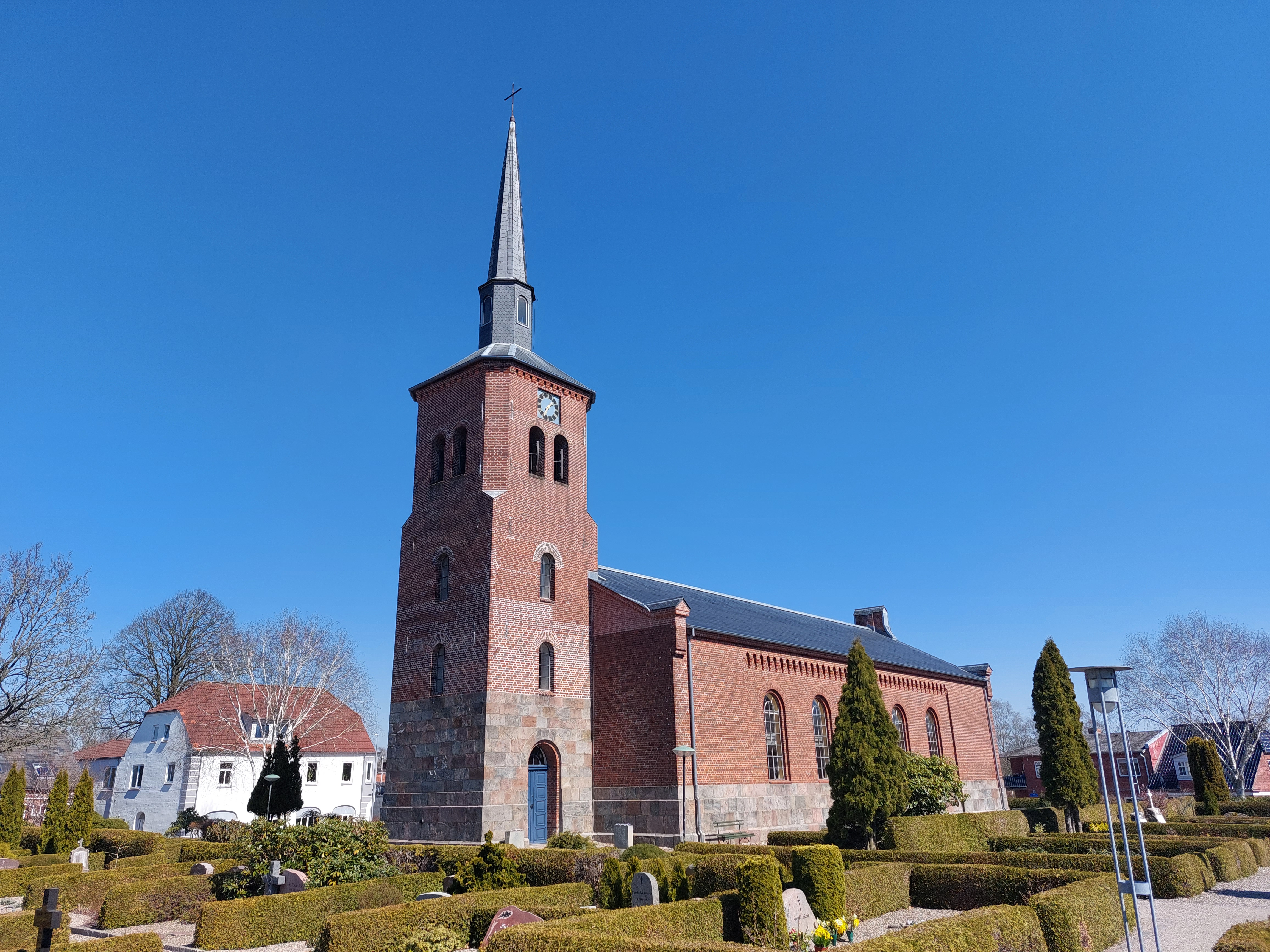
Jels Kirke
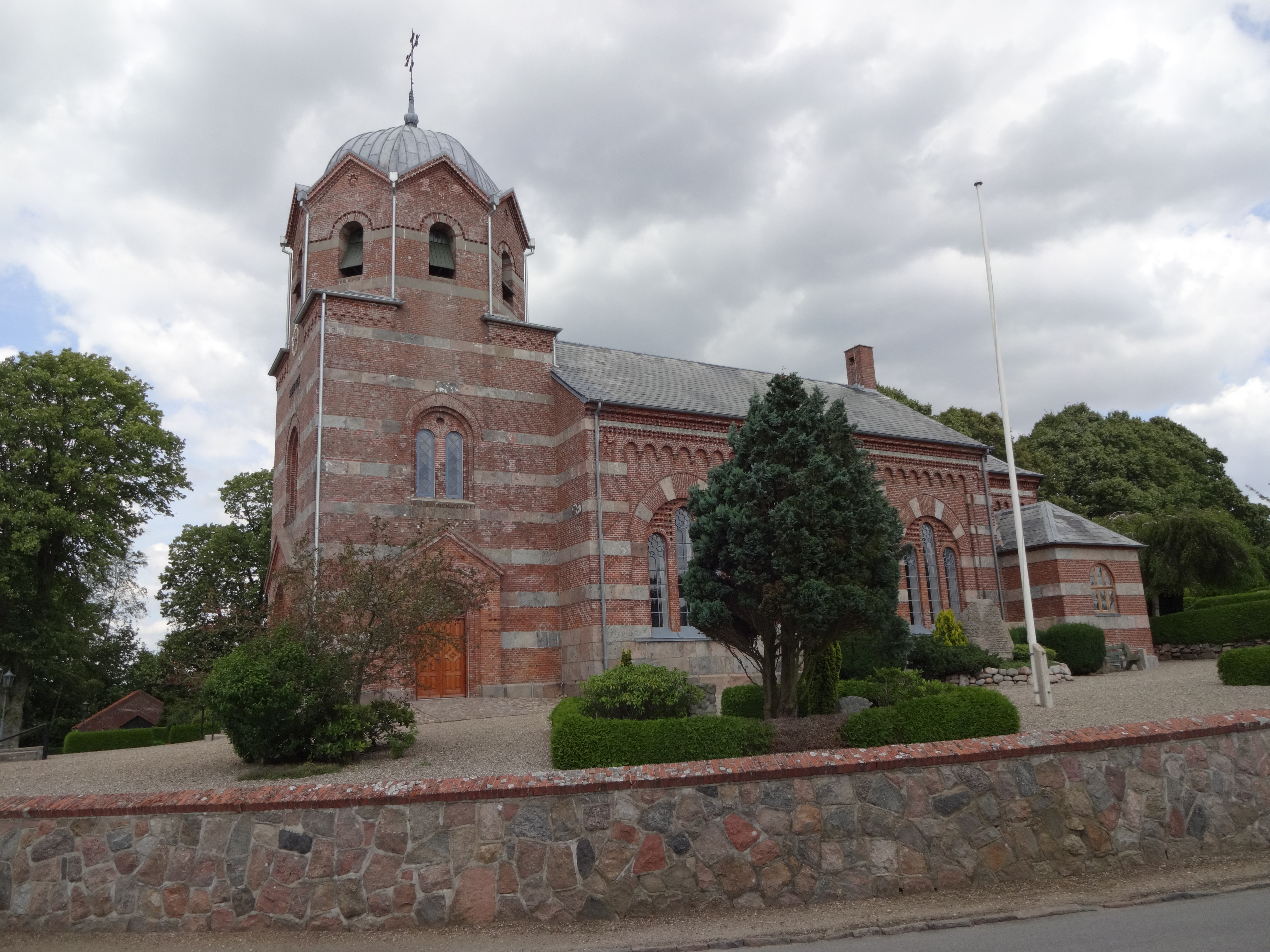
Sommersted Kirke
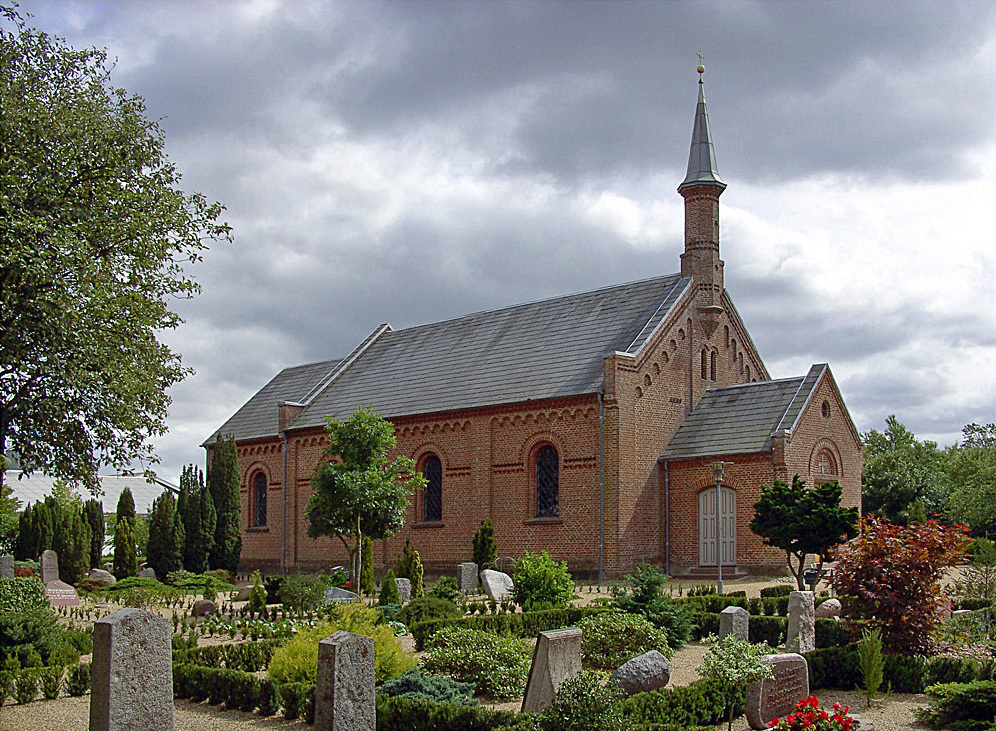
Obbekjær Kirke
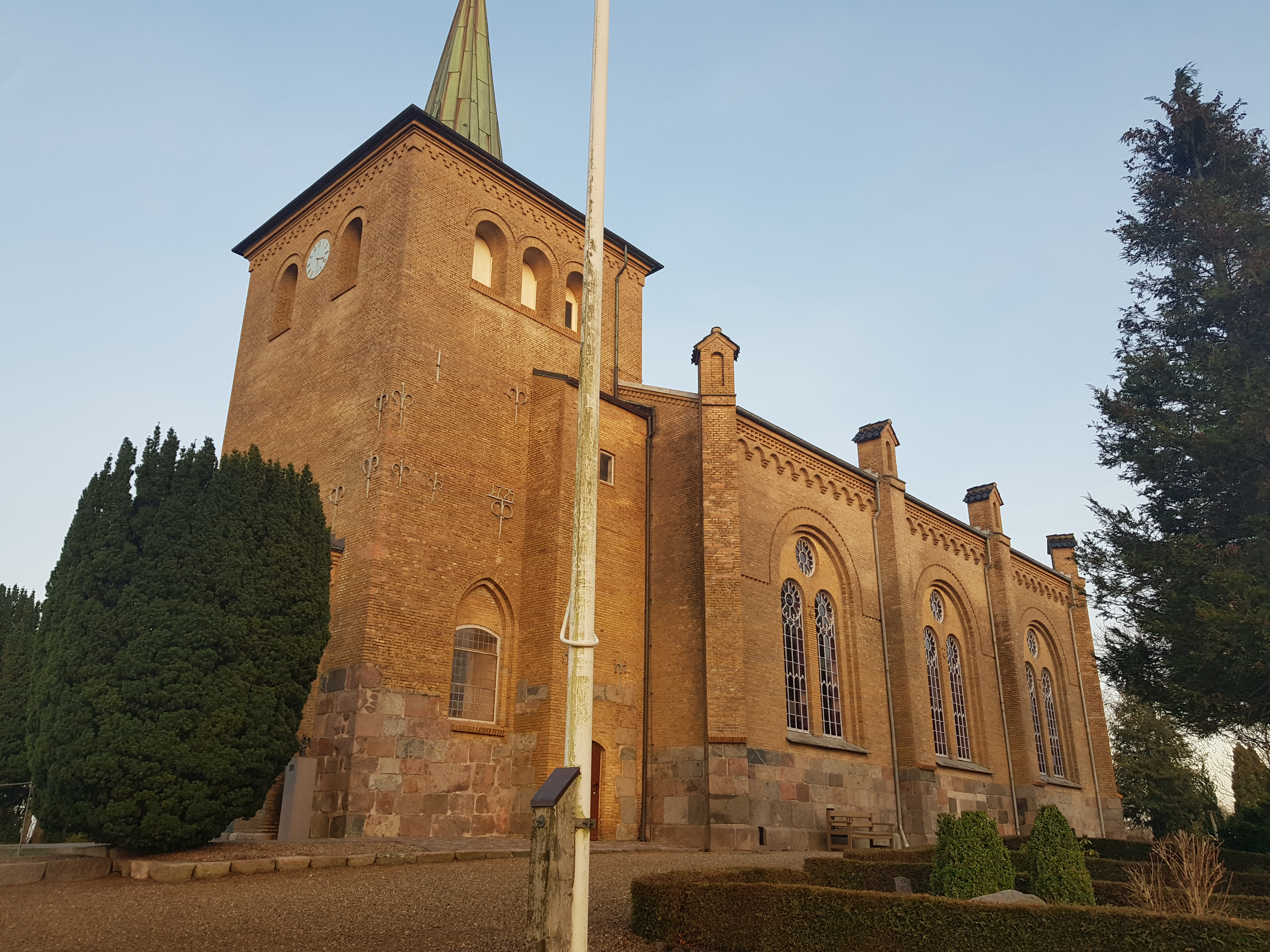
Ødis Kirke
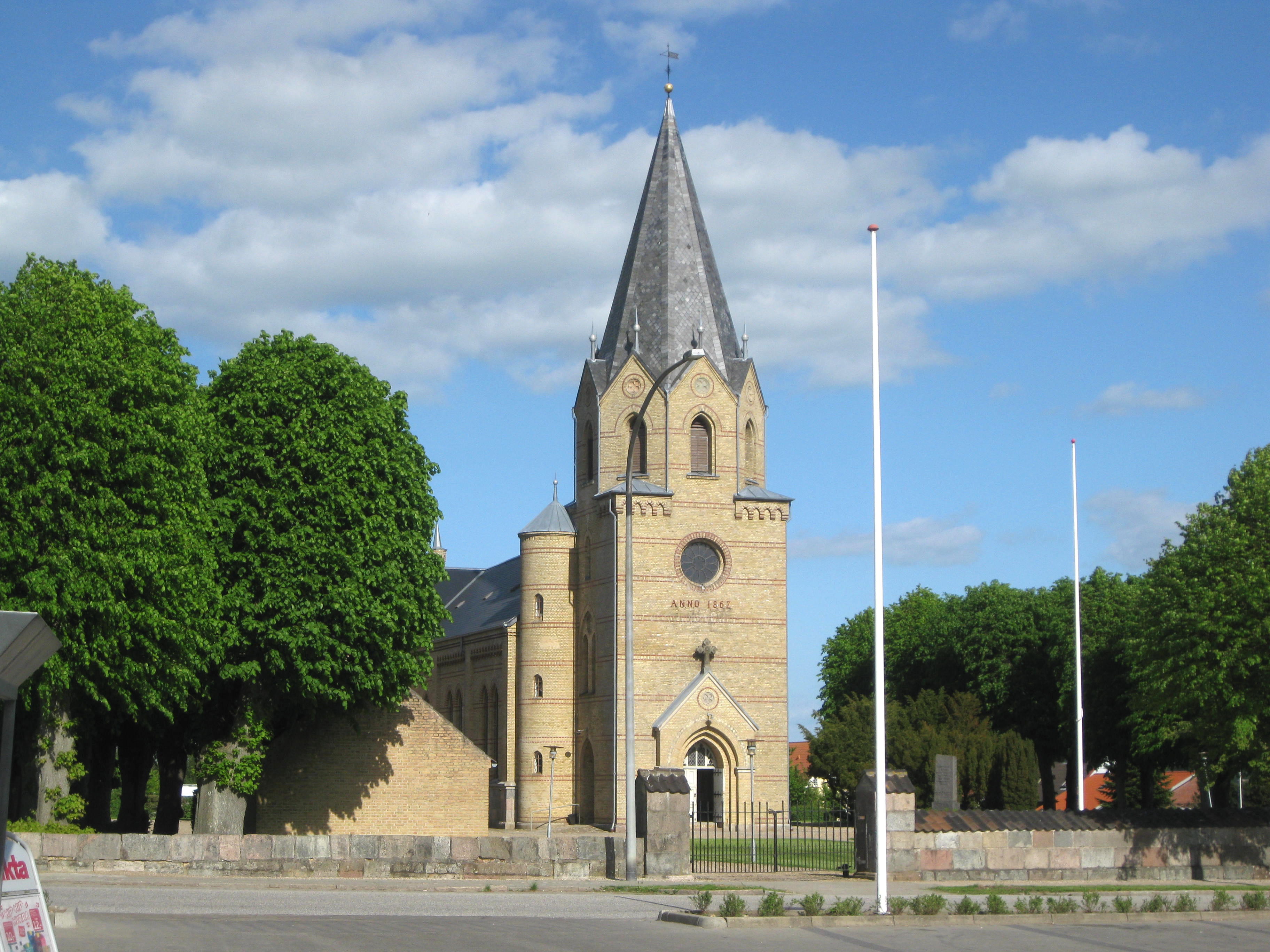
Tyrstrup Kirke
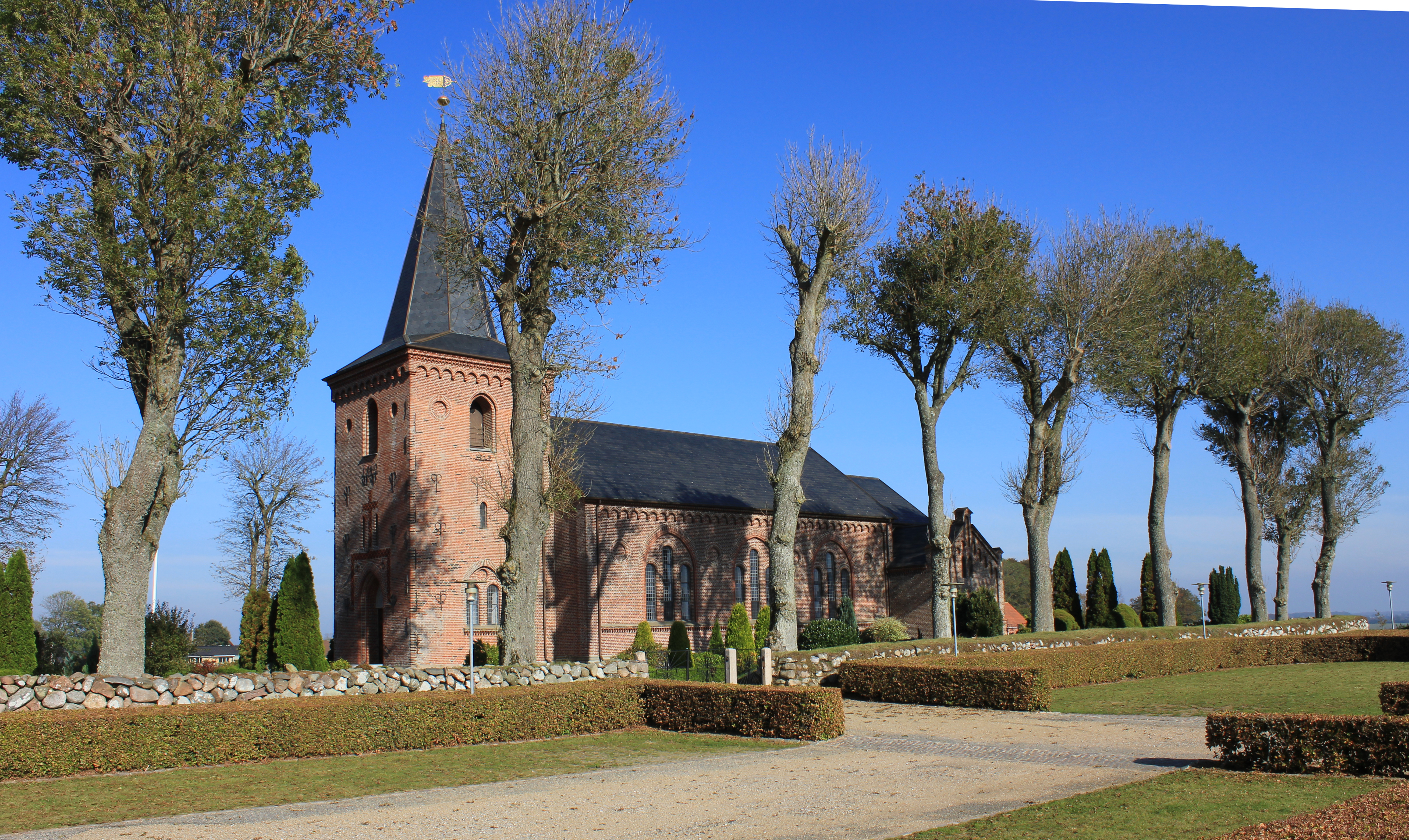
Dalby Kirke
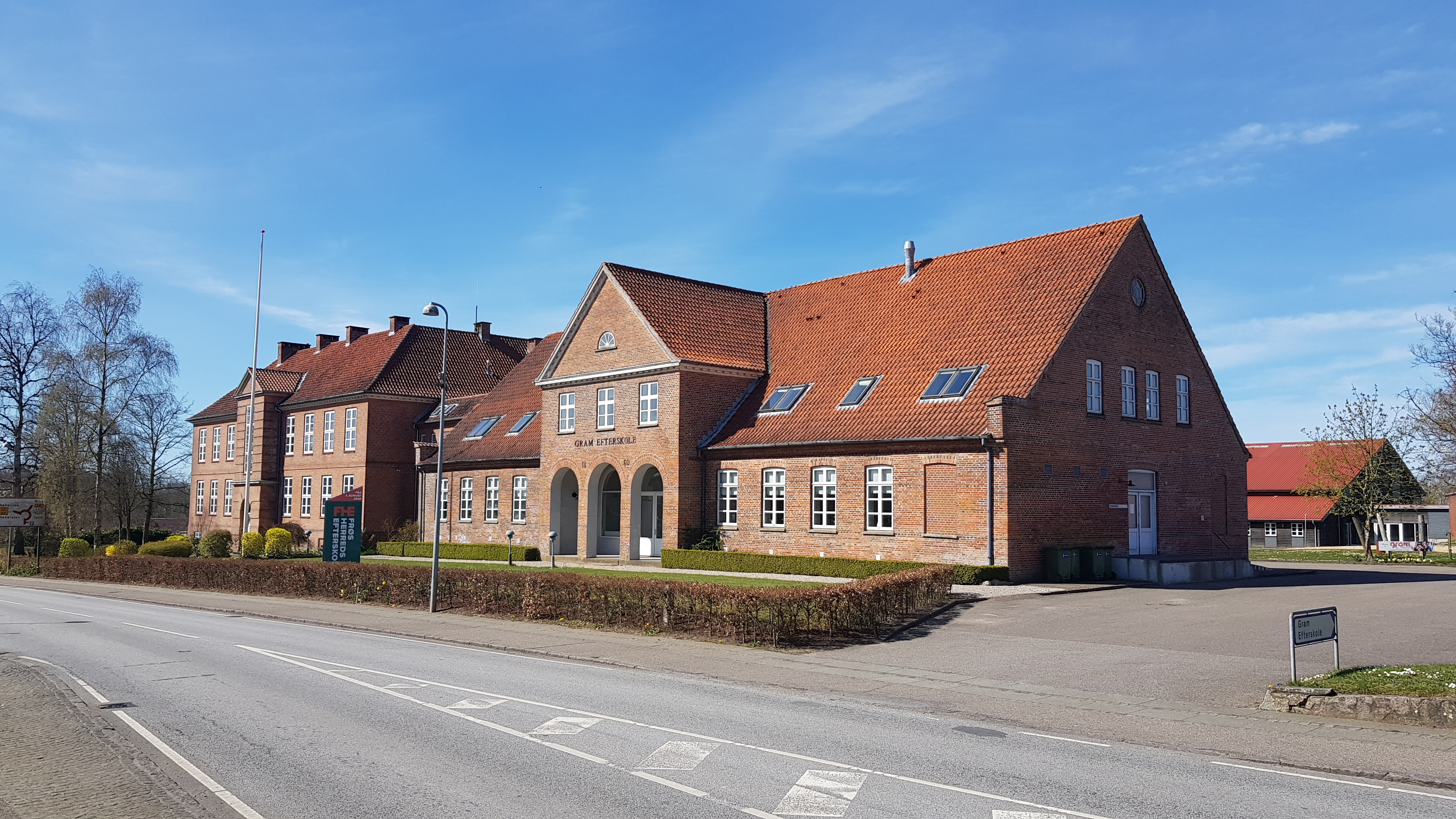
Gram Sygehus
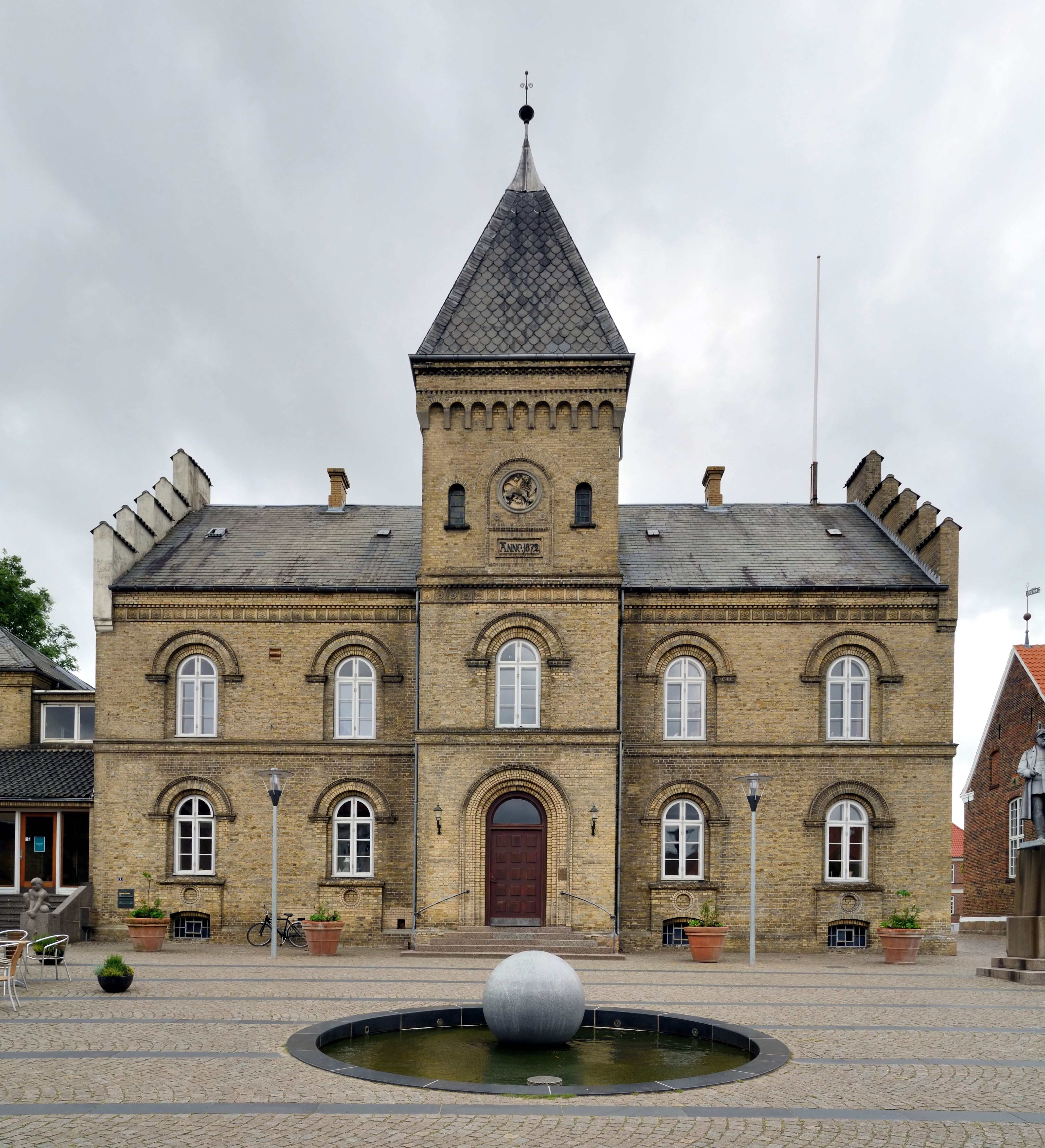
Varde gamle rådhus
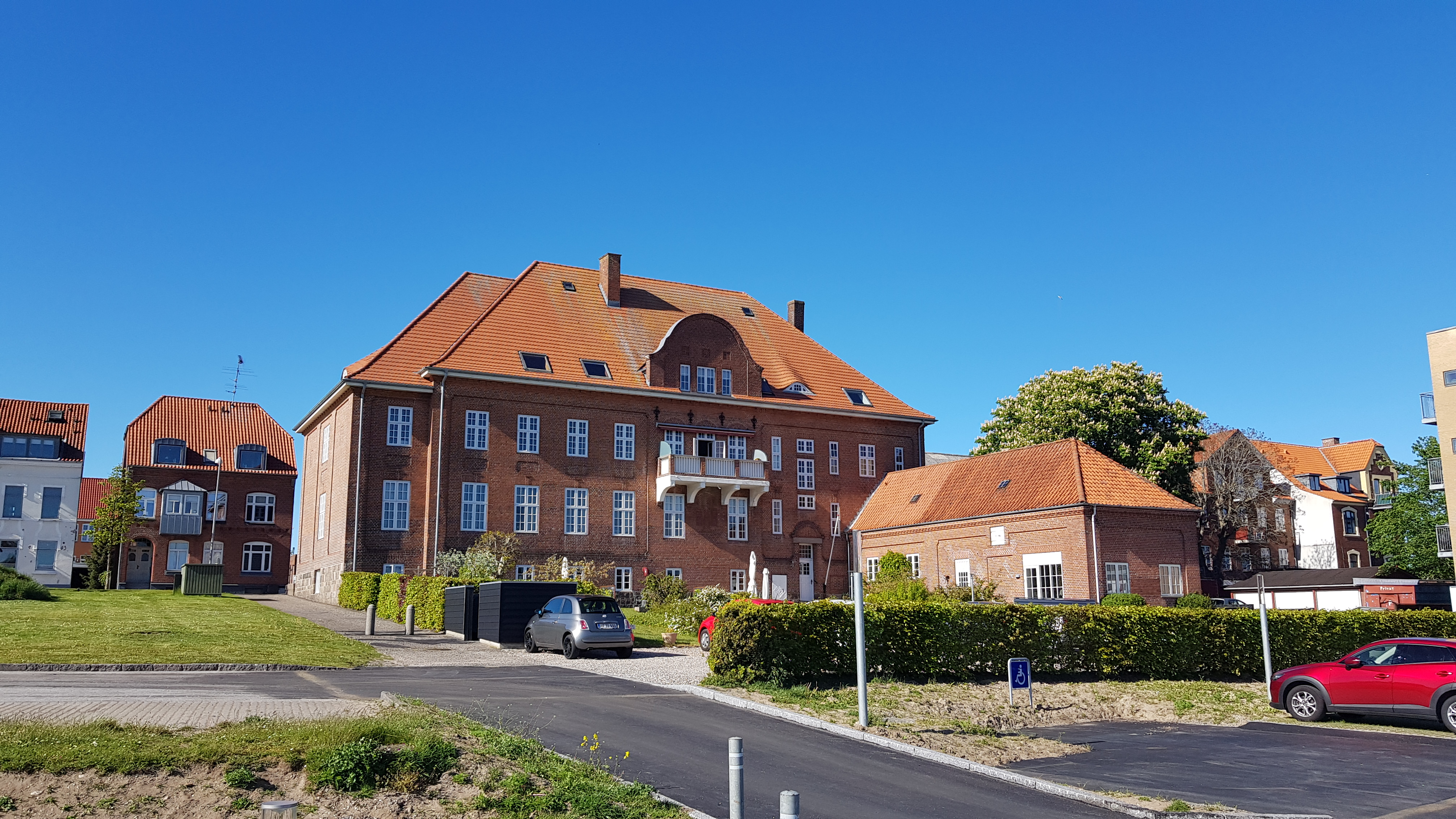
Toldbygning, Haderslev
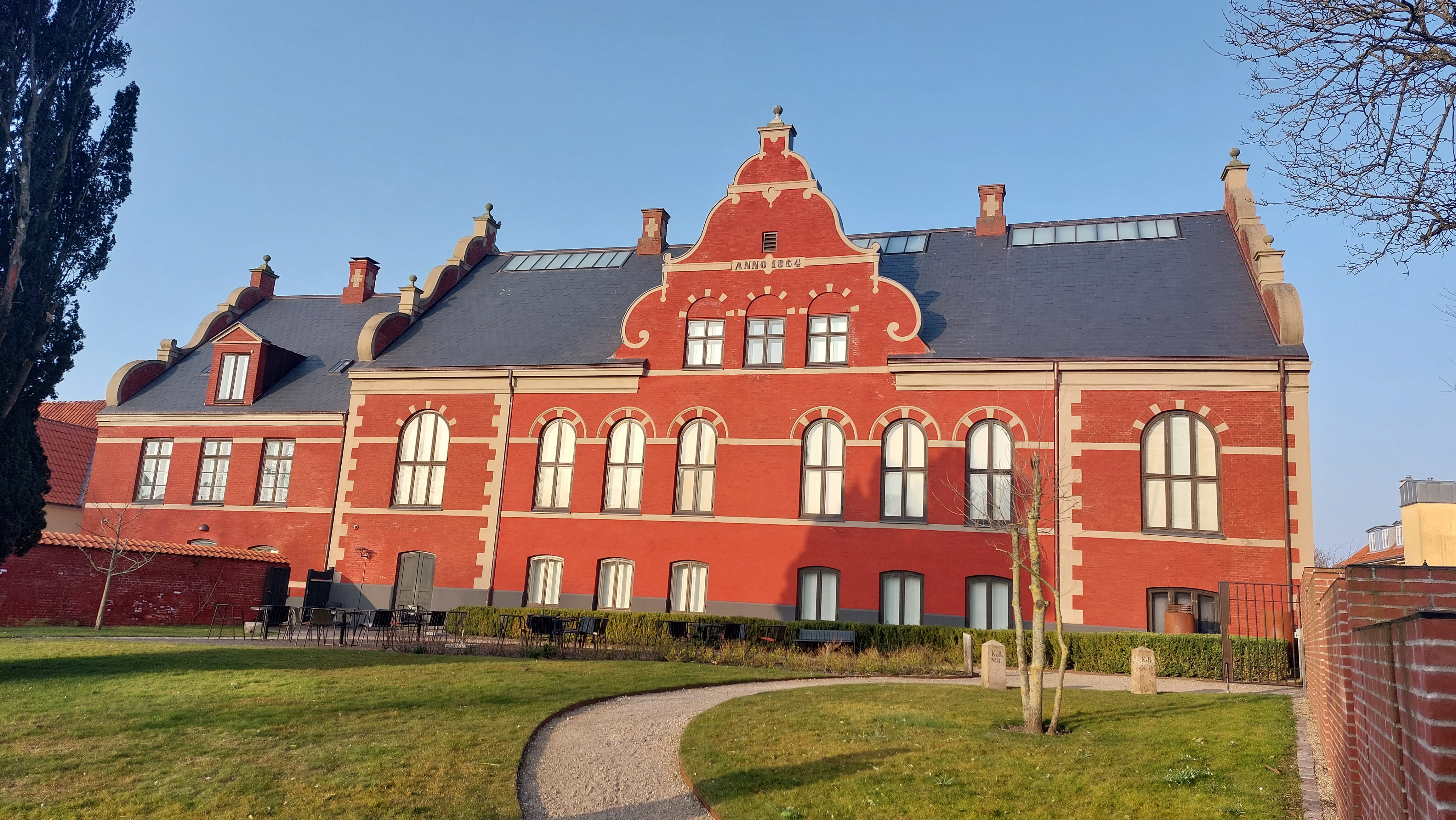
Kunstmuseet i Ribe set fra haven
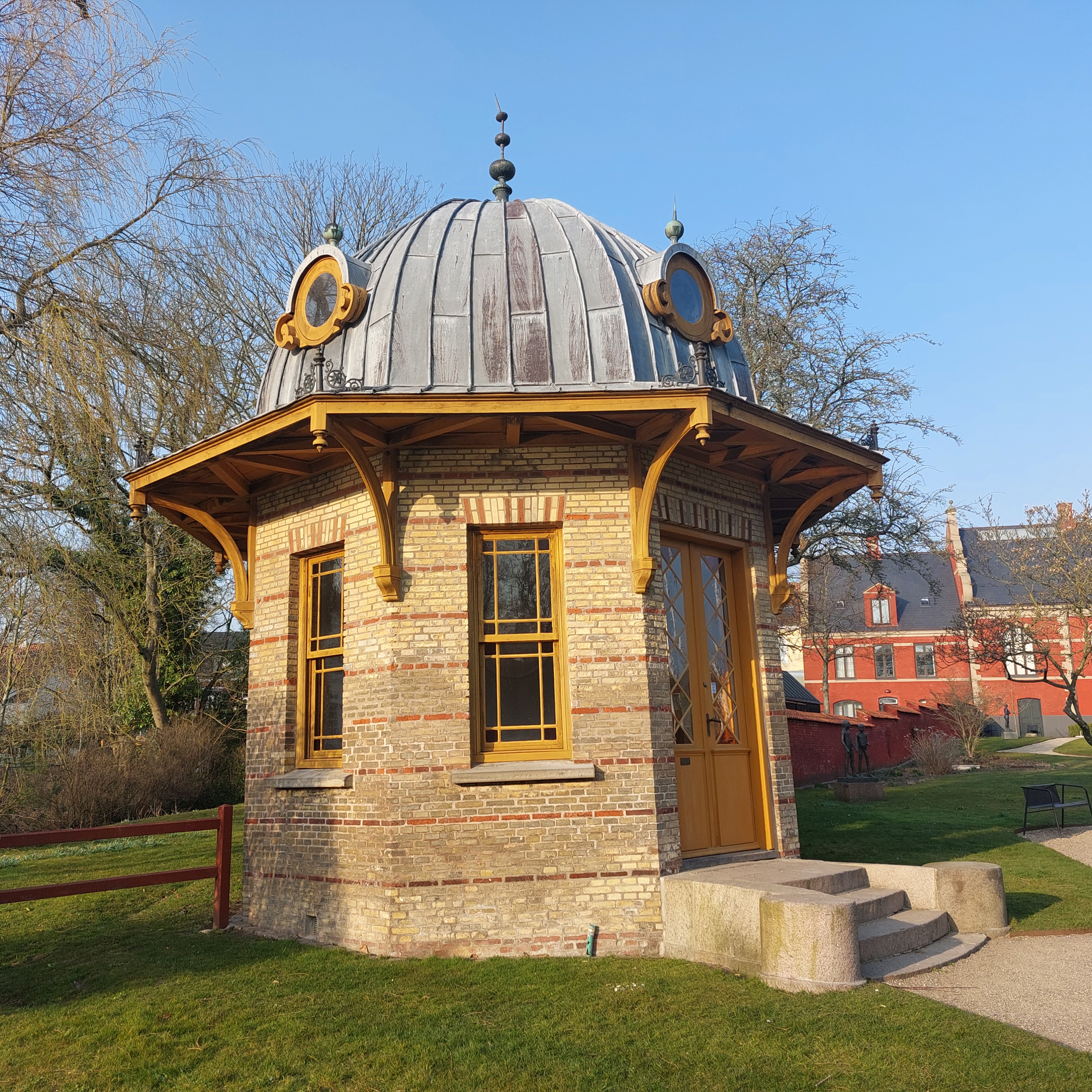
Kunstmuseets lysthus, Ribe

### Umbauten und Restaurierungen
- Änderung der Fassade am Haus des Grafen F.M. Knuth, heute Davids Sammlung, in der Kronprinsessegade 30 in Kopenhagen (1847, ursprünglich gebaut von J.H. Rawert, Fassade 1951 in den alten Zustand versetzt von Kaare Klint)
- Projekt am Glücksburger Wasserschloss (1853–54)
- Rathaus in Haderslev (1855, erhöht 1897, später umgebaut, Umzug 1974)
- Schlosskapelle beim Schloss Gottorf (1857)
- Treppenturm beim Herrenhaus Skaføgård in Hvilsager (1857)
- Deutsches Seminarium in Eckernförde (1857, Abriss 1900)
- Erweiterung des Tønder Seminarium in Tønder und einer Vorsteherwohnung (1858–59, zwischenzeitlich abgerissen)
- Franziskanerkloster (Gråbrødre Kloster) in Odense (1864–74, zusammen mit dem Baumeister Chr. Hansen)
- Husby Kirke im dänischen Husby bei Middelfart (1856–57)
- Hagenbjerg Kirke (1856, Turm)
- Dybbøl Kirke in Dybbøl (1857, Turm)
- Sankt Jacobi Kirke in Varde (1857–69)
- Skodborg Kirke in Skodborg (1858)
- Sottrup Kirke in Sottrup (1860–62)
- Hostrup Kirke in Hostrup (1862–1863, Interieur)
- Varnæs Kirke in Varnæs (1863)
- Hjarup Kirke in Hjarup (1868)
- Sønder Stenderup Kirke in Sønder Stenderup (1869)
- Nikolaikirche in Aabenraa (1869–70)
- Ovtrup Kirke (1870)
- Lindelse Kirke in Lindelse (1871)
- Vejstrup Kirke in Vejstrup (1875)
- Sankt Hans Kirke in Odense (1878–1880, zusammen mit Carl Lendorf)
- Restaurierung des Koldinghus (Nordflügel und Saunaturm (Badstuetårn) 1881–1884)
- Skærup Kirke in Skærup (1883)
- Sankt Nikolai Kirke in Kolding (1885–86)

### Projekte in Flensburg
- Geschäftsarkade am Nordermarkt (1853)
- Brücke über die Scherrebek beziehungsweise dem Mühlenstrom (1854)
- Gefängnis (1856) (vgl. Thingplatz (Flensburg) sowie Justizvollzugsanstalt Flensburg)
- Kinderhort und Schule in der Johannisstraße (1857)
- mehrere Villen

### Projekte andernorts
- Haus mit Basar in der Østergade in Kopenhagen (1845)
- Fassade im Hotel Phoenix in der Bredgade in Kopenhagen (1847)
- Umbau des Gravensteiner Schlosses im Auftrag von Friedrich VII. (1852–54)
- Badeanstalt auf Fanø (1860)
- Umbau des Taubstummeninstituts in Schleswig (1863)

### Dekorationsarbeiten
- Fyrværkeri (Feuerwerk 1840, Königliches Dänisches Zeughausmuseum)
- Festdekoration in Flensburg (1854, 1857, Rigsarkivet)
- Grabmonument für Dr. jur. Christian Paulsen auf dem Alten Friedhof in Flensburg (1855)
- Gedenkstein für die Gefallenen während der Schleswig-Holsteinischen Erhebung (zusammen mit dem Bildhauer Klewing)
- Sockel und Gitter für das Olaf-Rye-Ehrenmal vom Bildhauer Andreas Paulsen in Fredericia (1876)
- Triumphbogen für die bzw. über der Bülow-Büste vom Bildhauer Herman Wilhelm Bissen in Fredericia (1880)
- Möbel, Bucheinbände, Tafelsilber und Uhren, darunter astronomische Wanduhren (1840, Designmuseum Danmark)
- Goldpokal vom Politiker und Juristen Tage Algreen-Ussing (1842, Nationalhistorische Museum im Schloss Frederiksborg)
- Silberner Trinkhorn für Hjort Lorenzen (1843)
- Zeichnungen von Altertümern (1858)

### Schriften
- Tegnebog i progressivt System, 1–5, 1843–47, schwedische Ausgabe 1849.